# Turn-Europameisterschaften 1975 (Frauen)
Die zehnten Turn-Europameisterschaften der Frauen fanden vom 3. bis 4. Mai 1975 im norwegischen Skien statt. Erstmals konnte die rumänische Mannschaft Goldmedaillen für sich verbuchen. Insgesamt nahmen 20 Nationen an den Wettkämpfen teil.

## Teilnehmer
| - Belgien - Bulgarien - Deutsche Demokratische Republik - BR Deutschland - Finnland - Frankreich - Italien | - Niederlande - Norwegen - Österreich - Polen - Rumänien - San Marino - Schweden | - Schweiz - Spanien - Sowjetunion - Ungarn - Vereinigtes Königreich - Tschechoslowakei |

## Ergebnisse

### Mehrkampf
|      |                         |        |
| Rang | Athletin                | Punkte |
| 1    | Nadia Comăneci          | 38.850 |
| 2    | Nelli Kim               | 38.500 |
| 3    | Annelore Zinke          | 37.950 |
| 4    | Richarda Schmeißer      | 37.900 |
| 4    | Ljudmila Turischtschewa | 37.900 |
| 6    | Alina Goreac            | 37.650 |
| ...  |                         |        |
| 14   | Angela Mayer            | 35.450 |
| 16   | Uta Schorn              | 35.250 |
| 27   | Ella Widmer             | 34.450 |
| 27   | Hanne Etienne           | 34.450 |
| 37   | Sabine Gratt            | 33.150 |
| 39   | Eva Kuttner             | 34.450 |

### Gerätefinals
| Rang | Athletin                | Punkte |
| ---- | ----------------------- | ------ |
| 1    | Nadia Comăneci          | 19.500 |
| 2    | Richarda Schmeißer      | 19.100 |
| 3    | Nelli Kim               | 19.000 |
| 3    | Alina Goreac            | 19.000 |
| 5    | Ljudmila Turischtschewa | 18.950 |
| 5    | Annelore Zinke          | 18.950 |

| Rang | Athletin           | Punkte |
| ---- | ------------------ | ------ |
| 1    | Nadia Comăneci     | 19.650 |
| 2    | Annelore Zinke     | 19.550 |
| 3    | Nelli Kim          | 19.500 |
| 4    | Richarda Schmeißer | 19.300 |
| 5    | Eva Kralova        | 18.300 |
| 6    | Marta Egervari     | 17.950 |

| Rang | Athletin           | Punkte |
| ---- | ------------------ | ------ |
| 1    | Nadia Comăneci     | 19.500 |
| 2    | Nelli Kim          | 19.150 |
| 3    | Alina Goreac       | 19.000 |
| 4    | Richarda Schmeißer | 18.850 |
| 5    | Annelore Zinke     | 18.250 |
| 6    | Eva Kralova        | 17.950 |

| Rang | Athletin                | Punkte |
| ---- | ----------------------- | ------ |
| 1    | Nelli Kim               | 19.550 |
| 2    | Nadia Comăneci          | 19.400 |
| 3    | Ljudmila Turischtschewa | 19.350 |
| 4    | Alina Goreac            | 18.850 |
| 4    | Richarda Schmeißer      | 18.850 |
| 6    | Annelore Zinke          | 18.600 |

## Medaillenspiegel
| Rang | Land                            | Gold | Silber | Bronze | Gesamt |
| ---- | ------------------------------- | ---- | ------ | ------ | ------ |
| 1    | Rumänien                        | 4    | 1      | 2      | 7      |
| 2    | Sowjetunion                     | 1    | 2      | 3      | 6      |
| 3    | Deutsche Demokratische Republik | -    | 2      | 1      | 3      |